# 女子高中生水泥埋屍案
女子高中生水泥埋屍案（或稱綾瀨水泥殺人事件）是1988年11月至1989年1月發生在日本東京都足立區綾瀨的案件，涉及綁票、凌虐、禁錮、強姦、性虐待、暴行罪、謀殺和屍體遺棄等案，為日本治安史上相關情節嚴重案件之一。

## 背景
事件發生前，少年們為平時橫行於足立區的暴力團成員，少年A同時與一些年齡相近的年輕人自行組成名為「極青會」的團體。
少年C的雙親經常外出工作所以經常不在家，所以少年A一行人常聚集在少年C住家二樓的房間內玩樂，他們常常不回家，也沒去學校上課。
加害者的父母因為對自己孩子的「行為」感到畏懼與無奈，就算他們的孩子有脱轨的行徑也不會去斥责與管理。

案件未發生前，被害者少女在下班時雖然都會平安返家，不過該路徑剛好是少年A、少年B和少年C在找尋搶劫目標的地方。

## 人物
- 被害者

被害者少女：古田順子
埼玉縣人，17歲，出生於1971年1月18日-卒於1989年1月4日，當時是一位就讀於埼玉縣立八潮南高中高中三年級的女學生。
與雙親、兄長和弟弟一起居住，父親是罐頭工廠的業務經理，母親是家庭主婦。
少女在學校成績優秀而受到同儕敬重。因為家境普通及為了幫父母減輕經濟負擔，所以沒有打算要升上大學。
1988年10月，少女分別在電器賣場與塑料模製工廠內做些銷售與綑綁紙箱的打工兼職，下班後都騎腳踏車回家，當時少女已經通過某家公司的面試，打算高中順利畢業後就職。少女很期待要和家人幫母親慶生以及在耶誕節和母親一起製作蛋糕。案發的11月25日下午，少女跟平常一樣的行程，直到晚上下班後才回家，在返家途中被少年A和其同夥拐騙並監禁長達一個月，期間受到各種虐待，身亡後連同遺體與書包等物品都被放入灌入水泥的汽油桶內，被棄置於若洲的一處海埔新生地丟棄。
少女的雙親直到11月27日才報案，之後卻接到少女的電話，表示在某個朋友的家中居住以及會回去等通話內容，因此少女的雙親決定暫緩尋人，直到他們從警方的來電通知下得知少女已經遇害多時的消息。少女的母親對女兒遇害的消息打擊太大被送往醫院接受精神治療，少女的父親在喪禮會場上則不接受犯罪者家屬的道歉還有他們的賠罪方式。之後少女的家人搬離埼玉縣。
- 犯罪者

少年A：宮野裕史
主嫌，出生於1970年4月30日。
少年A在優越的家庭中長大，父親是證券經理，母親是鋼琴老師，自年少時因為雙親工作繁忙而由祖父母撫養成人，因此他在小學未畢業時與雙親的關係不是很好。少年A的父母雖然在物質和經濟上盡力滿足他，卻未給予他正當的教育，促成他養成橫行霸道的性格。即使少年A勤練柔道，但他在升上高中後因為個性問題加上無法適應團體生活及嚴格的訓練下退出柔道部，之後少年A就熱衷參與打架、勒索以及鬥毆事件。
1988年3月少年A在高一時被學校退學後，他開始和其他不良少年以及中輟生組成名為「極青會」的犯罪團體，逐漸成為幫派的首領兼領導者。據說少年A曾因為母親沒有買自己最喜歡的便當而對母親發怒，之後被得知此事的父親給逐出家門。
- 共犯

少年B：小倉讓
第二主嫌，出生於1971年5月11日，是此凌虐案件的第一主嫌少年A在就讀中學時所認識的學弟。
少年B的家庭的狀況複雜。父親是運輸工人，母親是在酒店工作的媽媽桑。少年B在小學三年級時因為父母離異而跟姐姐和母親同住。國中毕业后考上某間私立高中，在高一的第二学期被退學後就加入少年A的犯罪之路。
少年C：湊伸治
共犯，出生於1972年12月16日。
少年C因為家教嚴格及曾遭遇家暴的經歷影響下而有暴力傾向。父親是醫院的行政主任，母亲是護士，但是夫妻俩感情不合睦，經常在家中起爭執。
少年C自年少時經常和哥哥被父親家暴，甚至被迫在門外罰站。在就讀国中时是少年A的学弟。他就读工业高中不到一年就休学、整天游手好闲。後來少年C在中學時期請求少年A幫忙找兄長被偷竊的摩托車，逐漸地將少年A當靠山，同時也提供自家二樓作為他們的基地。
少年D：渡邊恭史
共犯，出生於1971年12月18日。與少年A是同班同學。5歲時父母離異，與他在美容院工作的母親和姐姐同住，後因父亲交通事故中身亡，加上母親忙於工作之下幾乎由姐姐來照顧。之後少年A開始追求少年D的姐姐並讓他成為同夥與手下。
少年E：中村哲夫
共犯，曾在自己的網誌以说笑的口吻說回忆这件事時完全毫无懺悔的行為。
少年F：井原浩一
共犯，案發時為送报员，之後已經結婚並組成家庭。

## 事件經過
1988年11月25日傍晚，少年A和少年C騎著摩托化自行車在埼玉縣三郷市內游荡，意图尋找女性目標施行犯罪。途中，少年A與少年C看到剛從賣場打工結束後騎著腳踏車回家的被害者少女，少年A要少年C去接近少女，少年C騎摩托车靠近並踹倒她後就離開現場，少女跌落到路旁的溝渠的附近。
少年A接近少女並扶她起來，說出「剛才那個人是黑社會的人，妳被他給盯上」、「那個人會很快就回來，讓我送妳離開這裡」、「請讓我來幫妳」等等的話，假藉關心表示自己會目送她回家。在兩人走到人煙稀少的倉庫轉角時，少年A順勢脅迫少女並將她進入某家酒店的房間侵犯她，少年A在達成目的後沒讓少女離開，他在晚上十點之後從酒店打電話从到他们常去的少年C住處，告诉少年B和少年D，之後大約在凌晨三點，少年A將少女帶到附近的公園和他們會合。他們從少女的書包裡面的筆記本中知道她的住址，少年A威脅少女若不想讓她的家人處於不利的情況就不要有什麼詭異的舉動。接著少年們把少女帶到少年C家——他們的「基地」後便開始輪流看管她。
被害者少女被帶到少年C住處的當天少年C的父親正好出去旅遊，家中只有少年C的母親與他的兄長。少年們在11月26至27日的期間還會正常地供給少女飲食，有時會對她做些情節輕微的暴力行為。

### 過程
11月28日的深夜，少年A因為覺得找不到別的樂趣感到很厭倦，於是他聯絡少年E、F和G來到基地，少年們想要侵犯時少女卻因為她抵抗發出聲響引起剛回來的少年C的父親的注意，少年A在支開少年C的父親之後就開始毆打少女，還跟其他的少年們對她施行嚴重的凌虐行為。
後來少年C得知少女的父母因為聯絡警方尋找少女，由於擔心警方將會對社區進行搜查，他將這件事告知少年A，因此少年A在11月30日（推定）帶著少女到公園附近的電話亭要她聯絡父母，要她對家人謊報說她目前居住在朋友家很快就會回去，要求他們不要去找人，再此告誡少女不要有任何的逃跑舉動。此時少年C的父母其實發現少女的存在，但是他們卻畏懼於少年A和少年C的行為所以沒有介入。根據調查，少年C的雙親之所以沒有進行干預的理由是因為他們對兒子的行為感到無計可施。少年C的兄長也是知道這種情況，卻沒有採取任何行動或說服少年C。之後少女在這幾天被不斷施暴，每當她在幾乎昏迷的情況下時會被強制灌水逼她清醒，或在少女幾乎全裸狀態下要讓她在站在陽台上跳舞，還會帶著其他不良少男少女去觀賞少女受到凌虐的模樣，並用相機拍下少女遭受凌虐時的照片。少年C的母親曾經趁著少年們不在時說服少女離開而不是連絡警方將少女帶回她家，但是少女離開少年C住處不到幾公里很快被少年A發現給強行帶回來，之後少年C的母親試圖勸說少年C讓少女回家，少年C辯解說少女是他剛交到的女友。少年A為此先是遷怒同夥少年並且毆打他們，之後一夥人就在深夜時輪姦少女。
少女曾在找到過機會逃回她家，但是她選擇先打電話報警，被少年A給發現後被帶回樓上。其他的少年們得知此事後將打火機的油灑至少女的身上並且點火，造成少女的腳跟身上受到嚴重的燒傷，之後傷口因化膿並發出惡臭並且無法行走，這使得少年們變得較少到少年C的家。與此同時少年們給少女的食物越來越少，有時只有給予牛奶或是什麼都不給，腳部燒傷嚴重無法移動的少女只能躺在房間裡。少年們用喝完的牛奶盒來處理少女的排泄物，但是這樣的處理讓房間裡充斥著排泄物和腐臭的味道，讓他們更加嚴重地毆打少女。12月中旬之後，少年A以少女開始漏尿為由和少年B、C毆打少女的臉，導致少女臉部骨折因此腫脹變形。之後少年們商量討論「處理完後是否找地方把人給埋起來」、「放入汽油桶燒掉也是可以」或是「不如灌上水泥然後扔進海中，應該不會被人給發現」的談話。
1989年1月4日，在少女被監禁的第四十一天，少年A因打輸麻將而心情極差，並向少年B、C和D發洩怒氣，這時的少女已雙腳幾乎腐爛而無法移動，少年們對少女施行更嚴重的暴力行為長達兩小時，結束後少年A用录音带的磁带绑住少女的脚後離開，直到隔天5日回來發現少女已經身亡。少年們先将少女的遺體用毛巾包住放進旅行袋内然後放上车，之后他們将遺體連同書包等物品都裝進从附近工地偷来的大型汽油鐵桶中並灌入水泥。他們將鐵桶載至東京都江東區若洲的一處填筑地丟棄。
有些媒體記者在案發後去訪問在少年C的住所的街訪鄰居，得知他們在案發當時曾經似乎聽到從少年C的房間傳出少女向外求救的聲音，可是卻沒有任何人連絡警方去救人。

## 搜查
1989年3月29日，少年A與少年B被警方拘捕，起初警方是因為他們在1988年12月犯下的其他的犯罪事件而審問他們，而少年A、B以為事跡敗露供訴出棄置鐵桶的位置。3月30日警方循線找到鐵桶並進行拆解工作，經過查驗還有遺體解剖後並從指紋確認少女的身分後，同日對少年A、B正式發出拘捕令，同時間警方到少年C的房間進行蒐證並且將共犯們拘捕歸案。即使嫌疑犯均未成年，因本案情節重大，从少年法庭被移交到东京地方法院。
1989年7月31日在东京地方法院，少年A、少年B、少年C、少年D四人首次公审。以妨碍自由、凌虐、妨碍性自主、非法监禁、杀人、尸体遗弃等罪名遭到起诉，四人在法官的询问下坦承罪行。但少年B和少年D的律师则主张自己的当事人是「伤害致死」，而A也改口说自己是「过失致死」，他表示自己没有打算殺害被害者的意图。检察官希望四名嫌犯能与成人犯罪受同样的刑罚，但是法官以嫌犯年龄不足而将他们以少年犯來受审。四名嫌犯最终以伤害致死罪被起诉，而非谋杀。

## 審判

### 檢方起訴
1990年5月21日，檢查官對主要嫌犯四人做出以下的求處：
- 主謀少年A：傷害致死罪和拋棄屍體，判處無期徒刑。
- 少年B：傷害致死罪和拋棄屍體，判處十三年有期徒刑。
- 少年C：故意傷害罪和拋棄屍體罪，判處五-十年有期徒刑。
- 少年D：故意傷害罪和拋棄屍體罪，判處五-十年有期徒刑。

### 一審
1990年7月19日，東京地方法庭對本案做出宣判：
- 少年A，傷害致死罪和拋棄屍體罪名成立。改判十七年有期徒刑。
- 少年B，傷害致死罪和拋棄屍體罪名成立。改判五-十年不定期徒刑。
- 少年C，故意傷害罪和拋棄屍體罪名成立。改判四-六年不定期徒刑。
- 少年D，故意傷害罪和拋棄屍體罪名成立。改判三-四年不定期徒刑。

一審宣判後，檢方立即以「量刑過輕」為理由提出上訴。

### 二審
1991年7月12日，東京高級法院對原判改判：
- 少年A，改為二十年有期徒刑。
- 少年B，維持原判。
- 少年C，改為五-九年不定期徒刑。
- 少年D，改為五-七年不定期徒刑。

東京高級法院對這一判決也闡述了自己的意見：「本案因為作案人均為未成年人，所以依法進行從輕判決。儘管與成人犯罪的刑罰相比，這一判決似乎過於寬宏大量，但本著拯救和教育青少年為目的，本庭認為這一判決是合適的。」

### 三審
1992年7月18日，最高法院裁定駁回上訴，全案終結。

## 犯罪者後續
- 四名被告者的父母打算到喪禮上香致歉，被害者家屬拒絕回應。
- 少年A的雙亲按照民事法庭的命令变卖他們所居住的房子支付五千万円赔偿金给被害者的家属。
- 少年B的父亲為了支付賠償金在下班後四處打工，而少年B的母親因為不滿被害者毀掉他們的人生，疑似有作出毀掉被害者的墓碑的行為。
- 被害者的家属雖然對少年C的雙亲和兄長未受到起訴感到悲憤，但是他們贏得了對少年C的雙亲提出的民事訴訟，因此少年C的雙亲從醫院離職。
- 少年A在2009年獲得假釋出獄後改名為橫山裕史，他原已結婚但因暴力行為而離婚，並於2013年因柏青哥的詐騙案而被拘捕[3]。
- 少年B在1999年從少年犯管教所刑滿釋放出獄後改名為神作讓。他於2004年因為犯下三鄉市逮捕監禁致傷事件（日语：三郷市逮捕監禁致傷事件）而被逮捕判處四年徒刑，直至2009年後出獄[3]。
- 少年C在1997年刑滿被釋放後跟隨母親居住沒有工作，他於2018年8月19日在埼玉縣川口市的路上以棍棒毆打並以小刀刺傷一名32歲男子遭到日本警方以殺人未遂罪逮捕[4]。少年C於2019年11月22日在琦玉縣的地方裁判所被判監一年六個月，緩刑三年。[5]

## 輿論氛圍及對社會的影響
由於日本《少年法》第61條禁止刊登犯罪少年的真名和正面照片，犯罪者的姓名未被公開。所有媒體上皆以化名少年A、B、C、D、E、F代稱，並且未出具犯人的正面照片。

## 衍生著作
在日本的凌虐事件發生後，陸續出版三本與此犯罪事件相似的漫畫書籍，內容中的案件原型取自這起此真實犯罪案件。分別為《17歲》、《真・現代獵奇傳》、《金田一少年之事件簿》等作品，《17歲》描寫被害者被救出來的場景，動漫中《金田一少年之事件簿》中改編為凌虐案件的被害者發生墜樓意外事故，在發生犯下凌虐案件而被輕判的「主嫌」在事發後被人給釋放不久遭到暗殺未遂、兩位「共犯」被兇手「死刑執行人」給殺害的案件促使一位曾經負責處理凌虐案件、也跟此案的被害者有著莫不可深之關係的警部因此背負著殺人嫌疑的內容。
導演松村克弥1995年的電影《女子高中生水泥埋屍殺人事件》，以及導演中村拓於2004年拍攝的電影版本，儘管電影中的情節幾乎相同，但有些情節經過有所不同。

### 舞台劇
《二樓的聲音》胡錦筵編劇作品，2014年7月17-20日，臺灣集體獨立製作劇團演出，劇本刊載於《衛生紙+28：別殺》ISBN 9789866359484

### 書籍
藤井誠二，《17歲殺人犯》，尖端出版社

### 動漫
- 鎌田洋次，《17歲》，東立出版社
- 氏賀Y太，《真・現代獵奇傳》
- 佐藤文也/天樹征丸，《金田一少年之事件簿》中《劍持警部殺人事件》的改編
- 佐藤文也/天樹征丸，《金田一少年之事件簿》中《绫濑连续杀人事件》凶手的犯罪动机来自于事件的改编

## 類似案件
- Hello Kitty藏屍案
- 荃灣灰窰角街工廈水泥藏屍案
- 跑馬地紙盒藏屍案
- 雨夜屠夫
- 屯門色魔案
- 八仙飯店滅門案
- 大角咀碎屍案
- 王嘉梅命案
- 秀茂坪童黨燒屍案
- 白沙村姦殺女童藏屍案
- 寶馬山雙屍案
- 印度巴士輪姦案
- 竹東少女命案
- 私影少女被殺案
- 藍田童黨虐殺少女案
- 名古屋男女殺人案
- 酒鬼薔薇聖斗事件
- 潘曉穎命案
- 蔡天鳳碎屍案

## 腳註
1. ↑  .   [2015-03-22]. （原始内容存档于2014-10-24）.
2. ↑  . 朝日新聞 (朝刊第二社会面30面). 1992年7月19日.
3. 1 2  . 芸能人の裏ニュース. 2020-12-26  [2021-01-08]. （原始内容存档于2020-11-29） （日语）.
4. ↑  . 活力門. 2018-08-21  [2018-08-22]. （原始内容存档于2018-08-21）.
5. ↑  . 2019-11-22  [2019-11-22]. （原始内容存档于2020-06-07）.
6. ↑  死刑をなくす女の会. . 日本: 社会評論社. 2004年07月: 128-131. ISBN 9784784501786.

## 外部連結
- 東京高等裁判所判決全文（页面存档备份，存于）